# Distrikt Pacapausa
Der Distrikt Pacapausa liegt in der Provinz Parinacochas in der Region Ayacucho in Südzentral-Peru. Der Distrikt entstand in den Gründungsjahren der Republik Peru. Er besitzt eine Fläche von 147 km². Beim Zensus 2017 wurden 670 Einwohner gezählt. Im Jahr 1993 lag die Einwohnerzahl bei 448, im Jahr 2007 bei 1607. Sitz der Distriktverwaltung ist die 2852 m hoch gelegene Ortschaft Pacapausa mit 333 Einwohnern (Stand 2017). Pacapausa liegt 45 km östlich der Provinzhauptstadt Coracora.

## Geographische Lage
Der Distrikt Pacapausa liegt in der Cordillera Volcánica im zentralen Osten der Provinz Parinacochas. Der Río Huanca Huanca, ein Zufluss des Río Marán, durchquert den Distrikt in südsüdöstlicher Richtung.
Der Distrikt Pacapausa grenzt im Süden an den Distrikt San Francisco de Ravacayco, im Nordwesten an den Distrikt Upahuacho, im Nordosten an den Distrikt Coronel Castañeda sowie im äußersten Osten an den Distrikt Oyolo (Provinz Páucar del Sara Sara).

## Ortschaften
Neben dem Hauptort gibt es folgende größere Ortschaften im Distrikt:
- Ampi
- Quillipampa